# 山形県立ゆきわり養護学校
山形県立ゆきわり養護学校（やまがたけんりつ ゆきわりようごがっこう）は、山形県上山市河崎三丁目にある公立特別支援学校。山形県立総合療育訓練センターに併設されている関係から、肢体不自由者を教育対象とする。

## 学部
- 幼稚部
- 小学部
- 中学部
- 高等部

## 行事
- 運動会
- ゆきわり祭

## 象徴

### 校章
- 通称ユキワリソウという「スハマソウ」の6枚の花びらと、3枚の葉の中央に、養護学校の「養」の字を据え図案化した。
- どんなに寒い冬でも雪の下から芽を出してくる力を持っており、子どもたちもユキワリソウのようにたくましく育ってほしいという願いがこめられている。

### 校歌
- 作詞：芳賀秀次郎
- 作曲：斎藤次郎